# Los próximos pasados
Los próximos pasados è un documentario del 2006 diretto da Lorena Muñoz e basato sulla vita del pittore messicano David Alfaro Siqueiros.

## Riconoscimenti
- 2006 - Buenos Aires International Festival of Independent Cinema
  - Premio FEISAL - Menzione Speciale (Lorena Muñoz)
  - Premio FIPRESCI (Lorena Muñoz)
- 2007 - Toulouse Latin America Film Festival
  - Menzione Speciale: Lungometraggio Documentario (Lorena Muñoz)
- 2008 - Argentinean Film Critics Association Awards
  - Candidatura Miglior Regia (Lorena Muñoz)
  - Candidatura Miglior Lungometraggio Documentario (Lorena Muñoz)
  - Candidatura Miglior Montaggio (Alejandra Almirón, Benjamín Ávila)
  - Candidatura Miglior Sceneggiatura per un Documentario (Lorena Muñoz)